# 潤滑
潤滑（じゅんかつ、英: lubrication）とは、摩擦のある物体間に、潤滑油やグリースなどといった潤滑剤を供給したり、トライボケミカル反応によりそういった物質を合成することで、摩擦力や摩耗を低減させる方法をいう。

## 摩擦と潤滑
物体が互いに接触して、相互運動している状態を摩擦と呼ぶ。回転や運動する機械類は、たくさんの部位で摩擦が起こっており、摩擦による悪影響を低減するために適切な潤滑が必要である。
摩擦面の潤滑状況は下記のように分類される。
乾燥摩擦潤滑剤がなく二つの固体表面が直接接触して運動している状態。金属機器でこの状態になると金属同士のミクロな凝着が生起し、激しい磨耗やトラブルの原因となる。
境界摩擦物体の表面に吸着した潤滑成分分子により表面が一応保護されている状態。機械の起動・停止時にはこの状態になる。
流体摩擦潤滑剤（液体）により相対運動する物体が完全に隔てられる状態。この状態での摩擦抵抗は液体の粘性抵抗に一致する。
混合潤滑流体摩擦と境界摩擦の中間段階
技術論的には、これらの状態を説明するものとしてストライベック曲線という縦軸に摩擦係数、横軸にゾンマーフェルト数という無次元パラメータを用いた図が知られている。
それぞれの摩擦係数は、境界摩擦において > 0.1程度、混合摩擦において0.1～0.01、流体摩擦において < 0.01程度となることが知られている。ストライベック曲線の横軸の大きい方では、流体潤滑状態での摩擦係数が次第に大きくなって行くが、これらは流体のせん断抵抗が大きくなるためである。

## 潤滑剤
潤滑を良くするためには、潤滑油やグリースなどの潤滑剤が用いられる。

## 弾性流体潤滑
潤滑状態の種類として新しく知られるようになったものに、弾性流体潤滑（elastohydrodynamic lubrication; EHL）がある。これは玉軸受の潤滑状態が旧来の潤滑理論では説明がつかない事から見出された理論である。
ラジアル軸受（スラスト軸受の対になる言葉で、軸と垂直の方向に荷重を受ける軸受を言う）の潤滑では、軸の回転によりオイルが軸受隙間に引き込まれることによって、圧力が発生し（油膜圧力）、軸と軸受との接触を防止し（流体潤滑状態）、軸・軸受の磨耗を大幅に減少させることができる。
このラジアル軸受において、油膜圧力が大きくなると硬い軸受け鋼の表面も弾性変形して窪みをつくって油膜を保持しやすくなり、油膜面積が広がって面圧を下げることにより良好な潤滑状態を保つというものである。この効果を生み出す運動としては、相対運動をする面が傾いていることによる「くさび膜効果」、面同士が急激に近づくことによる「絞り膜効果」が知られている。もちろん、これらの組み合わせもありえる。柔らかい軟骨を介して運動する生体関節における潤滑や、雨の日に長靴がマンホールの上では滑りやすいこと、自動車用タイヤでのハイドロプレーニング現象などがその具体例と言える。